# Our Family Wedding
Our Family Wedding (llamada en España La boda de mi familia y en Hispanoamérica Boda de locos) es una comedia romántica protagonizada por Forest Whitaker, América Ferrera, Carlos Mencia, Lance Gross, Shannyn Sossamon, Charlie Murphy y Regina King. Se realizó el 12 de marzo de 2010.

## Trama
Marcus Boyd (Lance Gross), un joven afroamericano se ha graduado recientemente de la Escuela de Medicina Columbia y es enviado a Laos por un año para trabajar con la organización Doctores sin fronteras . Sin el reconocimiento de sus padres, Marcus y su prometida Lucia Ramírez (América Ferrera), quien es mexicoamericana , han vivido juntos y les gustaría casarse antes de irse juntos a Laos .
Mientras tanto, en Los Ángeles,  el padre de Marcus Brad (Forest Whittaker)  está saliendo de una "reunión" cuando ve su coche remolcado por Miguel (Carlos Mencia), que pasa a ser el padre de Lucía. Brad intenta sin éxito detener el remolque aferrándose a la puerta de su coche. Tanto Miguel como Brad lanzan varios insultos basados racialmente el uno al otro. Brad y Miguel se reúnen más tarde esa noche y descubre que pronto serán familiares. Tanto la familia de Marcus y de Lucia tratar de salir no entre sí para hacer la boda más afroamericano o mexicano-estadounidense, con resultados cómicos.
Lucía tampoco les ha dicho a sus padres que recientemente abandonó la escuela de leyes Columbia para ser voluntaria enseñando en una de las escuelas para inmigrantes . Esto conduce a Miguel a creer que ella estará apoyándolo como médico voluntario sin goce de sueldo. Cuando Miguel le dice a Marcus que desaprueba lo que vive su hija, Lucía no dice nada. Marcus se siente abandonado, lo que lleva a una discusión con Lucía sobre su compromiso . Cuando Lucía le pregunta a Marcus si él ya no quiere casarse, él responde que no sabe, llevándola a cancelar la boda. Ella revela entonces con enojo a sus padres la verdad sobre el abandono de la escuela de derecho y que ha vivido con Marcus durante los últimos meses,
La hermana de Lucía Isabel (Anjelah Johnson), quien desaprobaba que su hermana se casara, hace que Lucía y el resto de la familia se den cuenta de que Marcus hace feliz a Lucia y que la raza no debería importar. Lucía va con Marcus, se reconcilian, y acaban teniendo una boda que abarca tanto las costumbres africanas y mexicanas.
Durante los créditos finales, varias imágenes de las dos familias se muestran representa a eventos familiares. Tales como la participación de Isabel a Harry (Harry Shum Jr.), quien es asiático-americano.

## Casting
- Forest Whitaker como Bradford Boyd.
- América Ferrera como Lucia Ramírez.
- Lance Gross como Marcus Boyd.
- Carlos Mencia como Miguel Ramírez.
- Regina King como Angela.
- Diana Maria Riva como Sonia Ramírez.
- Anjelah Johnson como Isabel Ramírez.
- Shannyn Sossamon como Ashley McPhee.
- Charlie Murphy como T.J.
- Harry Shum Jr. como Harry (as Harry Shum).
- Hayley Marie Norman como Sienna.

- Fred Armisen como Philip Gusto (escena eliminada).

## Relealización

### Taquilla
La boda de mi familia abrió en el número seis , recaudando un poco más de $ 7,600,000 . Al final de su carrera teatral , la película ha recaudado 20.712.308 dólares en todo el mundo.

### Críticas
La película ha recibido generalmente críticas negativas . Actualmente posee una puntuación de 39 % "por lo general desfavorable" en el sitio de la revisión Metacritic y una puntuación de " Rotten " de 13 % en Rotten Tomatoes . La opinión de Rotten Tomatoes hacia   " Our Family Wedding es un asunto triste , artificiosa que hace poco con su premisa prometedora y talentoso elenco ."
Roger Ebert de Chicago Sun-Times dio a la filmación dos estrellas de cuatro ,  describiéndola como  " una agradable pero intrascendente comedia, incómodo para los actores , y artificiosa de principio a fin . " Elogió las actuaciones de Ferrera y Gross.4 Lisa Schwarzbaum de Entertainment Weekly y dio a la película una C-